# Виера Прокешова
Виера Прокешова (на словашки: Viera Prokešová) е словашка българистка, преводачка, поетеса и есеистка.

## Биография
Родена е на 2 август 1957 година в Братислава, Чехословакия. Завършва словашка и българска филология във Философския факултет на университет „Ян Амос Коменски“ в Братислава (1960).
Работи година като лектор по драматургия в Бобков театър в Нитра (1981 – 1982). След това работи като редактор в издателство „Словашки писател“ в Братислава.
Освен с редакторска работа, се занимава още и с преводи на поезия. От 2000 година работи в Института по световна литература към Словашката академия на науките.
Издава стихосбирките „Чужди“ (1984), „Слънчоглед“ (1988), „Верижка“ (1992), „Кожа“ (1998), „Игла“ (2005), „Ванилия“ (2007). Автор е на текстовете от мюзикъла „Мери Стюарт“ (1995).
Виера Прокешова е преводач на текстове на Димитър Стефанов и Вътьо Раковски. Умира на 31 декември 2008 година в Братислава.

## Награди
Удостоена е с почетна грамота на Министерството на културата на Република България. 

### Поезия
- Cudzia (1984)
- Slnečnica (1988)
- Retiazka (1992)
- Pleť (1998)
- Ihla (2005) – избрани стихотворения
- Vanilka (2007)
- Tisíckrát dopichaná ihličím mäkko kreslí úbočia (2010)

### Преводи
- Вътьо Раковски: Letiaci deň (1980)
- Nedeľné zemetrasenie (петима български поети, 1988)
- Мая Ганина: Kým žijem, dúfam (1989)
- Йозеф Петерка: Autobiografia vlka (част от оригиналната книга, 1989)
- Bohémske noci (избрано от поезията на българския символизъм, 1990)
- Krehké ako chryzantémy (избрано от древнокитайската поезия, 1992)
- Piesne sladkého Francúzska (световна любовна поезия, в съавторство с М. Михарик, 1994)
- Лилиан Джаксън Браун: Mačka, ktorá pozná farby (1995)
- Жак Превер: Nové lásky (1997)
- Димитър Стефанов: Mesačné haiku (2006)
- Лидия Димковска: Skrytá kamera (2007)
- Михай Еминеску: Krídla z vosku (в съавторство с Л. Вайдова, 2008)